# Pensée (metroul ușor din Charleroi)
Pensée este o stație a metroului ușor din Charleroi de pe linia nefinalizată spre Châtelet. Stația este situată în Montignies-sur-Sambre, localitate componentă a zonei metropolitane Charleroi, și este denumită după strada Pensée din apropiere.
Stația Pensée, construită într-un debleu adânc, dar având gura de acces la nivelul străzii Avenue de la Crèche, este complet terminată și echipată, dar nu a fost niciodată inaugurată sau exploatată comercial. Construcția liniei spre Châtelet a început la sfârșitul anilor '70 și a fost întreruptă după ce sectorul transportului public a fost transferat din responsabilitatea guvernului federal în cea a regiunilor, în urma celei de-a treia reforme a statului belgian. Acest lucru a cauzat oprirea finanțării, bugetul Regiunii valone fiind mult mai sărac decât bugetul federal, iar lucrările la această linie nu au mai fost reluate.
Stația Pensée a fost finalizată în 1985 și urma să deservească o zonă de locuințe, inclusiv câteva blocuri. Arhitectura stației este caracterizată de două acoperișuri de formă triunghiulară sprijinite o osatură din lemn, iar în amenajarea interioară predomină culoarea roșie. Stația a fost proiectată de arhitectul Jean Yernaux.
Porțiunea construită a liniei spre Châtelet nu beneficiază decât de o mentenanță minimală, iar Pensée și celelalte stații deja finalizate sunt victimele vandalismului. Deși echipe ale TEC Charleroi patrulează zilnic traseul, stațiile sunt frecventate de toxicomani, de graffitiști, de hoți de metale sau de persoane care pătrund prin breșele gardului de protecție pentru a face fotografii sau filme.